# Aeraport Hrodna
Aeraport Hrodna (belarusiska: Аэрапорт Гродна) är en flygplats i Belarus. Den ligger i distriktet Hrodna rajon och voblasten Hrodna voblast, i den västra delen av landet, 230 kilometer väster om huvudstaden Minsk. Aeraport Hrodna ligger 135 meter över havet.
Terrängen runt Aeraport Hrodna är platt, och sluttar österut. Runt Aeraport Hrodna är det ganska tätbefolkat, med 139 invånare per kvadratkilometer.. Närmaste större samhälle är Hrodna, 17,6 kilometer nordväst om Aeraport Hrodna.
Trakten runt Aeraport Hrodna består till största delen av jordbruksmark.